# Eriopyga leucopera
Eriopyga leucopera är en fjärilsart som beskrevs av William Schaus 1903. Eriopyga leucopera ingår i släktet Eriopyga och familjen nattflyn. Inga underarter finns listade i Catalogue of Life.